# Kannheiser-Gletscher
Der Kannheiser-Gletscher ist ein 6 km langer Gletscher auf der Thurston-Insel vor der Eights-Küste des westantarktischen Ellsworthlands. Er fließt 19 km ostsüdöstlich des Kap Flying Fish in südlicher Richtung zum Abbot-Schelfeis im Peacock-Sund.
Eine erste Positionsbestimmung des Gletschers wurde anhand von Luftaufnahmen der United States Navy vorgenommen, die im Dezember 1946 bei der Operation Highjump (1946–1947) entstanden. Das Advisory Committee on Antarctic Names benannte ihn 1960 nach Lieutenant Commander William R. Kannheiser (1922–1999), Hubschrauberpilot an Bord des Eisbrechers USS Glacier, der während der von der US Navy durchgeführten Forschungsfahrt in die Bellingshausen-See im Februar 1960 an der Erkundung der Thurston-Insel und der Erstellung von Luftaufnahmen beteiligt war.